# 元気な事務所
株式会社元気な事務所（げんき な じむしょ）は、京都府京都市上京区に本拠を置く日本のテレビ番組制作会社である。
1990年2月14日のバレンタインデーに会社設立。主に京都放送（KBS京都）のテレビ番組の制作協力を請け負っている。

## 概要
取引先
- 京都放送（KBS京都）
- NHK京都放送局
- 毎日放送
- 関西テレビ放送
- 讀賣テレビ放送
- びわ湖放送
- 日商社
- 関広
- 新通
- 大広ほか。

クライアント（広告主）
- 京都府
- 京都市
- 京都新聞
- 関西電力
- 滋賀銀行
- 宝塚歌劇団ほか。

## 制作番組
☆はKBS京都テレビの番組（他局との共同制作を含む）。
- ☆GO GO ポッピン
- ☆谷口な夜
- ☆府政ほっと情報
- ☆らくらぶR→走る男→走る男II→走る男F→走る男女子部→走る男 THE FINAL（「走る男」から「走る男F」までは東名阪ネット6制作。「走る男女子部」はテレビ埼玉以外の東名阪ネット6所属5局共同制作。）
- ☆森脇伝説
- ☆あんぎゃでござる!!
- ☆ふるさと再発見!
- ☆おんナビ
- ☆京のいっぴん物語
- ☆羽田美智子の京都専科
- ☆GIRLS GOLF CIRCLE
- ☆TAKARAZUKA 旅美写美（千葉テレビ放送以外の東名阪ネット6所属5局共同制作）
- ☆JEFF@KYOTO おもてなし京都案内
- ☆温泉女子（東名阪ネット6・岐阜放送共同制作）
- ☆欧州ワイン紀行〜銘醸ワインの産地を訪ねて〜（東名阪ネット6・岐阜放送・TwellV共同制作）
- ☆ウマテツ！
- SURF TV（テレビ大阪、千葉テレビ、テレビ神奈川）
- あっぷ&UP!・水曜コーナー（関西テレビ）
- 欽ちゃんのニッポン元気化計画（三重テレビ放送）
- ゴルフ女子 ヒロインバトル（TwellV）
- ☆ごりやくさん（独立協12局、BS11共同制作）

ほか。